# 스쿨!!
스쿨!!(일본어: スクール!!)은 2011년 1월 16일부터 같은 해 3월 20일까지 방송되었던 일본 후지 TV 계열의 드라마틱 선데이에서 방송되었던 일본의 텔레비전 드라마이다. 에구치 요스케 주연으로, 중형 종합 건설회사에 현장감독으로서 근무하고 있던 한 남자가, 모교인 초등학교의 교장으로 취임. 교육의 이로하를 알지 못한 민간 출신의 교장이, 어린이나 어른등의 여러 가지 문제를 해결해나가는 이야기이다. 첫회는 21:00 ~ 22:34까지의 30분 확대, 최종회는 21:00 ~ 22:48의 2시간 스페셜로 방송이 되었다. 캐치카피는 진짜로 화내라, 웃어라, 울어라.

## 등장인물

### 신구 초등학교
- 나루세 세이치로 (42) : 에구치 요스케

근무했던 건설회사의 도산으로 인해, 신구 초등학교의 민간인 교장으로 부임. 중형 종합건설회사에서 20년간 현장소장으로서 시공 한 줄기로 해 온 납득계 남자로, 교사 면허는 없다. 행동력이 있어 명랑하고 적극적인 성격으로, 일이 있을 때마다 '…의 귀신'이라고 말한다. 어릴 적부터 타고난 '골목대장 기질'로, 그 근처를 은사인 다케이치 미키시로에게 의뢰받았다. 그 다케이치와 옛날, 어떤 '남자의 약속'을 하고 있지만, 그것은 두 사람 밖에 비밀로 하였다. 자신이 다녔던 때와는 크게 변했던 모교의 모습에 깜짝 놀라, 현재를 바꿀 수 있도록 분투해 나간다. 사실은 그 뒤에는, 죽은 아들로의 구상도 깊게 관여하고 있다. 모교 지구로 집이 없기 때문에, 다케이치의 집에서 하숙하고 있다. 
 최종회에서 신구 초등학교의 폐교가 면하는 것과 동시에, 하라 아키라가 교내에서 일으켰던 사건의 책임을 지는 형태로 교장을 이임했다.
- 기리하라 이오이 (39) : 니시지마 히데토시

신구 초등학교 6학년의 반 담임 및 교무 주임. 1971년 4월 10일 출생. 도쿄 학예대학 출신. 구의 교육위원회로부터도 저명한 슈퍼 초등학교 교사로, 다른 교직원들부터도 많은 신뢰를 받고 있다. 나루세에 대해서도 정론 밖에 대항하고 있는 현실 주의자로, 일이 있을 때마다 그와는 대립하고 있지만, 사실은 다른 어느 교사보다도 학생들을 관찰해, 현재를 파악하고 있다. '현실적으로 잘한 대응을 한다'고 공언하는 그이지만, 오카모토에 의하면 '옛날의 기리하라는 나루세와 비슷한 뜨거운 교사였다'라는 것. 작중, 세부적인 것으로 의외성을 항간 보이는 일이 있어, 오카모토가 와키야 부교장에게 향해서 '좋은 느낌이겠지?'라고 입에 대었을 때에는 '맥베스네요'라고 중얼거린다.
- 다케이치 가노코 (22) : 기타노 기이

다케이치 미키시로의 말손녀. 신구 초등학교의 비상근강사. 5살 때에 양친을 읽고, 할아버지에게 자랐다. 취업 재수생으로 되었던 곳을 할아버지의 연고로 현재의 일자리를 얻어, 빈틈 있는 구인 잡지를 읽고 있다. 명랑 쾌활하고 진면목한 평범한 여성이지만, 약간 단기로 푸념이 많은 곳은 미키시로에게도 나무랄 수 있다. 미키시로의 손녀라고 하는 것으로 나루세에게는 모두 협력을 강요당해 힘을 들이면서도 나루세와 함께 분투해 나가게 된다. 그러나, 나루세가 열심히 아이에게 대하고, 그의 잃어버린 아들로의 강한 구성에 해결해나가, 서서히 교사라고 하는 일에 대해서 깊이 생각하게 된다.
- 오하시 히토시 (30) : 쓰카모토 다카시

신구 초등학교 5학년의 반 담임. 육상으로는 인터하이에 출장했던 경험도 있는 등 타고난 체육회계. 그 상태가 좋음으로, 누구에게 대해서도 좋은 얼굴을 하지만, 사실은 성실하고 열기를 띠어, 목표하는 교사는 GTO의 오니즈카 에이키치. 그려나, 현실에서는 그의 반은 학급 붕괴에까지 빠지고 있어, 모두에게 대처하는데 힘겹게 되어 있었다. 교직원으로는, '건강하고 밝은 교사'를 가장하고 있어, 프라이드가 방해를 해 자신의 약함을 타인에게 보여주지 않고 있다. 그 때문에, 한 차례 불출석에까지 미치지만, 나루세와 가노코의 필사의 설득으로, 우여곡절을 겪어 신구 초등학교에 돌아오게 된다. 이후는, 나루세의 교육방침에 동의하는 일이 많아져, 기리하라의 일을 걱정하거니와, 나루세에게 의지가 되어, 기리하라에게도 저명한 존재가 된다. 취미는 교사미팅.
- 오카모토 유키에 (34) : 이치카와 미와코

양호 교사. 건담 매니아로, 누군가를 설득하거나 사거나 하는 때에 때때로 건담의 명대사가 나오는 것 외, 몇 개의 간프라를 소유하고 있다. 학교내의 정쟁에도 무관심하고, 언제도 무엇을 생각하고 있을지 모른다. 어딘가 이상한 여성. 항상 마이 페이스하지만, 모두 안심해 다양한 일을 말하기 때문으로 정보통. 다른 교사와는 다른 입장 위치로 나루세의 행동을 보고 있어, 시간에 등을 누르는 일을 입으로 하곤 한다. 기리하라와는 앞에도 같은 초등학교에서 근무했던 시기가 있어, 8년 전 그의 일을 알고 있다.
- 모토키 유이치 (24) : 미우라 쇼헤이

신구 초등학교 4학년 담임. 교사 2년째의 신인교사. 요즘의 냉정하고 드라이한 청년으로, 나루세가 하는 일에는 무관심. 속마음으로는 자신이 정식채용한 일을 코에 걸고 있다. 위에 따르는것은 첫 번째로 생각하고, 아래에는 적당히 접하고 있는 전형적인 샐러리맨. 학생들에게는 부끄럽지만, 기리하라와 비교해 관리는 두루 미치지 않는다. 교직원 중에서는 돌입을 하는 일도 있다. 작중에도 방관자적인 입장으로 멈추었지만, 6화에서는 편친 가정에 대해서 비판하는 것 같은 일을 입으로 했기 때문에, 가노코에게 맞았다고 한 비참한 것도.
- 무라카미 미카코 (50) : 후세 에리

신구 초등학교 1학년 반 담임. 민간인 교장 제도에는 비판적인 자세. 옛날부터의 제도나 전례에 구애된 나머지, 딱딱하고 낡은 교육관을 가지고 있다.
- 가시와바 다이치 (53) : 다쿠보 잇세이

신구 초등학교 2학년 반 담임. 민간인 교장 제도에는 비판적. 교육에 대해, 보수적인 자세를 흐트러뜨리지 않는다. 베테랑으로, 현재의 교육에는 일종의 체념에 닮은 감정을 품고 있다. '방과후!!' 안에서는 다이어트로 도전하고 있는 묘사가 이루어졌다(가 효과는 보이지 않고, 무라카미로부터 필히 의뢰받았다).
- 사이온지 아야 (32) : 요시이 유코

신구 초등학교 3학년 반 담임.
- 와키야 구주로 (58) : 시오미 산세이

신구 초등학교의 부교장. 두려워하는 주의의 대표적인 존재. 형태에 빠지지 않는 나루세를 폐로 생각하고 있지만, 실제로는 나루세와 대립하는 기리하라의 사이를 우왕좌왕하고 있는 상황. 무슨일로 부터도 책임을 회피하지 않고, 모두를 타인의 의견으로 둥글게 거둘려고 하는 벽이 있다. 딸이 두 명 있고, 취미는 가라오케. 
 최종회에서 나루세의 후임을 이어 교장으로 승격했다.

### 신구 초등학교 5학년
- 아베 다카시 : 아베 다카마사
- 이시다 나나 : 아카이시 나나
- 이치카와 리쿠 : 이치카와 리쿠

유복한 가정에서 자랐지만, 양친이 일로 부재인 경우가 많기 때문에, 평소는 외로운 생활을 보내고 있다. 누구라도 돈에 의지하는 성격으로 반에서도 너무 좋은 인상이 아니지만, 세이고의 사건을 계기로 성격을 고친다.
- 이토 가스미 : 이토 아야카

반장. 문제아로 이룬 반 중에서도 적지 않은 상식인. 모친과 둘이서 생활하기 때문에, 부친 참관의 기획 때는 반대했다.
- 우에노 세이고 : 아가쓰마 세이고

철공소의 아들. 부친이 빚을 거듭한 후에 취학 원조제도를 사용하지 않아, 급식비가 지불할 수 없었기 때문에 급식을 오랫동안 먹지 않았었다. 정신적으로 쪼들려, 다리부터 뛰어내렸던 이단부터 10만엔을 받았던 위험한 행위에 나오지만, 나루세에게 제지당해 일을 얻는다. 보통은 장난꾸러기 소년이다. 1
- 오쓰키 가쿠 : 오쓰키 다케히로
- 오가사와라 레이라 : 셜록 레이라
- 캠벨 아스카 : 아비아리아 아스카
- 시미즈 도시야 : 시미즈 유야

악동 트리오의 하나. 쇼코, 요리와 함께 반에서 집단 따돌림하고 있지만, 사실은 쇼코가 하라는 대로 하고 있었던 부하에 그친다. 이야기 종반에 쇼코를 공기로 취급하려 하고 있다.
- 시로이시 아스미 : 기쿠치 아스미

얌전한 성격으로, 쇼코의 소꿉친구이지만, 용기가 반에서 부귀하고 있어 새로운 집단 따돌림의 타겟이 되고 있다.
- 다카야마 닷피 : 다카하시 닷피
- 다키자와 료헤이 : 다키자와 료
- 다나카 유키 : 네기시 다이키

괴롭힘을 당한 아이로 쇼코 일당의 최초 '공기'. 입원하고 있었기 때문에 곱셈을 하지 못해, 5학년 반과는 개별로 수업을 받고 있지만, 나루세의 협력에 의해 모두 암기했던 것으로 반에서 복귀. 동시에 공기도 해제되었다.
- 다니모토 다케루 : 다니야마 다케루

나루세에겐 적당한 인재. 맨션 옥상으로 하루카에게 키스했던 광경을 친구에게 스캔들 되고 말았다.
- 도야마 마사미 : 다이마 마사미
- 하시베 구루미 : 하시모토 구루미
- 하라 쇼코 : 아라카와 지카

악동 트리오의 하나로 반의 보스적 존재. 집단 따돌림 타겟을 정하는, '공기'로 불러서 철저적으로 괴롭히고 있다. 본래는 부끄러운 성격으로, 나루세에게는 '정말로 굉장한 부끄러운 아이'라고 말했던 정도이지만, 오빠로부터 폭력을 받은 것이 원인으로 반을 지배하고 있다. 마지막에, 미키시로 전 교장으로부터 자신을 변하는 용기를 가르쳐주었다. 1화에서 자신의 주머니로부터 라이터를 빼앗겼던 나루세에게 치한의 누명을 덮어씌웠다.
- 마쓰시타 요리 : 마쓰시타요리

악동 트리오의 하나. 쇼코, 도시야와 함께 집단 따돌림을 하고 있지만, 사실은 쇼코가 하라는 대로 하라고 했던 부하에 그친다.

### 다케이치 가
- 요시무라 유리코 : 호리우치 게이코

다케이치 미키시로의 손녀. 가노코의 동생. 24세로 결혼했지만, 아버지의 바람기가 원인으로 크게 싸워, 생가인 다케이치 가에서 묵게 되었다. 또한, 호적은 뽑지 않지만, 이미 이혼하고 있을 것 같은 발언을 해서는 언니인 가노코에게 돌진하고 있다. 차분하듯이 보고있지만, 실제로는 대쪽같은 성격의 소유자로, 집안을 나누고 있다. 남자답게 가사도 하는 나루세에게 감탄해, 열심히 응원하고 있다.
- 다케이치 미키시로 : 기시베 잇토쿠

신구 초등학교의 전 교장으로, 전 다이토 구의 교육위원장. 가노코와 유리코의 할아버지로, 양친을 잃었던 두 자매를 오랫동안 길러왔다. 나루세의 은사로, 그와는 있던 '남자의 약속'을 하고 있어, 두 사람에게 저녁 반주를 하는 일도. 교육위원회로부터의 요청으로, 민간인 교장의 선정위원을 맡고 있다. 옛날엔 귀신교사였지만, 지금은 표로 한 성격. 사람의 일을 누구보다도 소중히 하는 나루세의 인품을 이해해, 신구 초등학교의 민간인 교장으로 추천한다. 옛 제자인 나루세에게 '미키 제대로 불러'라고 말하면서, 같은 면을 가진다. 나루세의 일은, 장년 교사의 입장으로부터 조언을 하면서, 따뜻하게 지켜보고 있다. '아이에게는 무한의 가능성이 있다'가 신조로, 아이에게는 보다 많은 체험을 하는 일이 교사의 노력이라고 생각하고 있다. 종반에는 증상이 무거운 심장질환을 안고 있는 것이 판명하지만, 얼마 남지 않은 시간을 하라 쇼코를 구하기 위해서 목숨을 걸었다. 여러 가지 이름의 술을 마시는 것이 취미로, 작중에 나온 것이라고는 결구한 임팩트가 있는 것도 많다.

### 그 외
- 세키구치 미나 : 미야타 사나에

PTA 회장. 옛날에 민간인 교장의 건을 기분좋게 생각하지 않고, 신구 초등학교를 개혁하려고 하는 나루세의 방침에 의존적이다. 매회 학교쪽에는 무리한 난제를 요구하고 있다.
- 나루세 쇼타로 : 스즈키 후쿠

세이치로의 아들. 엄마인 료코와 같이 버스 사고로 세상을 떠났다.
- 나루세 료코 : 나카고시 노리코

세이치로의 아내. 아들인 쇼타로와 같이 버스 사고로 세상을 떠났다.

### 게스트

#### 제 1 화
- 스기야마 : 아난 겐지 (제 5 화에도 출연)

나루세의 종합 건설업자 시대의 후배.
- 다나카 미요코 : 나카고메 사치코

유키의 엄마.
- 모리타 : 아베 료헤이 (제 5 화에도 출연)
- 기타노 : 고센 (제 5 화에도 출연)
- 신구 초등학교의 경비원 : 아사쿠라 신지 (제 5 화에도 출연)

#### 제 2 화
- 다니모토 히로코 : 우지이에 메구미

다케루의 엄마.
- 다니모토 겐이치 : 오카야마 하지메

다케루의 아빠.
- 다니모토 겐타로 : 고다마 라이신

다케루의 할아버지.
- 다니모토 마사코 : 가미오카 히로코

다케루의 할머니.
- 나카시마 게이코 : 나카무라 마치코

하루카의 엄마.
- 나카시마 고조 : 노마구치 도루

하루카의 아빠. 영어 교과서 출판에 근무.
- 엔도 다쓰오

교육위원회의 멤버. 현역 교장.
- 회의 남 : 구보조노 준이치

교육위원회 멤버의 하나.

#### 제 3 화
- 우에노 마사토 : 다나카 요지

세이고의 아버지로, 우에노 철공소를 경영하고 있다.
- 세이고와 리쿠를 쫓고 있던 남성 : 하라 긴타로
- 진학원의 남성 : 고다마 다카시
- 빚쟁이 : 사카타 마사노부, 후지오카 다이키

#### 제 4 화
- 다바타 겐 : 나카시마 가이토 ( ~ 제 5 화)

신구 초등학교 4학년 학생.
- 다키자와 료코
- 도지 다카오 (제 5 화에도 출연)

#### 제 5 화
- 기리하라의 8년 전 제자 : 다케이 아카시 ( ~ 제 6 화)
- 기시 히로유키 (~ 제 6 화)

#### 제 6 화
- 이토 하루에 : 후나키 사치 (~ 제 7 화)

가스미의 엄마.
- 고바야시 소지 : 고모토 마사히로 (~ 제 7 화)

근처의 슈퍼마켓 점장. 소방단원.

#### 제 7 화
- 이노우에 이쓰키 : 고바야시 가이토

신구 초등학교 3학년 학생. 모자 가정.
- 의사 : 야마모토 게이

미키시로의 주치의.

#### 제 8 화
- 하라 아키라 : 다케우치 도시

쇼코의 오빠로, 쇼코에게 가정 폭력을 하고 있다. 사립 중학교 3학년생. 여동생이 나루세의 바탕으로 맡겨진 일로 광분해, 학교를 습격하지만, 소란 끝에 경찰에 체포되었다.
- 아이하라 긴이치 : 오바야시 다케시

교육위원회 교육장.
- 나루세의 동창생 : 롯카쿠 세이지, 야시바 도시히로, 사에키 아라타
- 스도 : 스가와라 다이키치

기리하라의 선배에 해당하는 현역 교사(부교장).

## 방송일 및 부제, 시청률
| 각화                                                                | 방송일          | 부제 | 각본                      | 연출                            | 시청률 |
| ------------------------------------------------------------------- | --------------- | --- | ------------------------- | ------------------------------- | ------ |
| 제 1 화                                                             | 2011년 1월 16일 | 진짜로 화내라 울어라 웃어라 납득계의 열혈 민간인 교장이 드디어 왔다!                                                | 하타 다케히코             | 히지카타 마사토                 | 11.0%  |
| 제 2 화                                                             | 2011년 1월 23일 | 진짜로 놀아라! 사랑을 해라!!                                                                                        | 하타 다케히코             | 히지카타 마사토                 | 8.9%   |
| 제 3 화                                                             | 2011년 1월 30일 | 진짜로 아이들을 위해 울어라!!                                                                                       | 하타 다케히코 모리 하야시 | 이와타 가즈유키                 | 8.6%   |
| 제 4 화                                                             | 2011년 2월 6일  | 교사의 등교 거부는 무엇이야                                                                                         | 하타 다케히코             | 히라노 신                       | 7.8%   |
| 제 5 화                                                             | 2011년 2월 13일 | 함께 돌아가는 장소는 학교다!!                                                                                       | 하타 다케히코             | 히지카타 마사토                 | 7.7%   |
| 제 6 화                                                             | 2011년 2월 20일 | 천국의 우리아이에게 맹세한 것                                                                                       | 하타 다케히코             | 이와타 가즈유키                 | 9.0%   |
| 제 7 화                                                             | 2011년 2월 27일 | 뭔가, 교사의 현실로 한계다                                                                                          | 하타 다케히코             | 히라노 신                       | 8.9%   |
| 제 8 화                                                             | 2011년 3월 6일  | 이 손으로 때리고 싶다                                                                                               | 하타 다케히코             | 히지카타 마사토                 | 9.4%   |
| 최종화 제 9 · 10 화                                                 | 2011년 3월 20일 | 그 손을 움켜쥘 용기를 가져라!! 아이의 위기인가? 폐교의 위기인가? 민간인 교장 선생, 눈물의 선택!! 개척하는 희망의 길 | 하타 다케히코             | 히지카타 마사토 이와타 가즈유키 | 9.6%   |
| 평균 시청률 9.6% / 시청률은 간토 지구 · 비디오 리서치사 조사에 한함 |                 | |                           |                                 |        |

- 9화로 방송 예정이던 3월 13일엔 동일본 대지진관련 특보로 결방.

## 주제가
- 삼보 마스터 - 〈희망의 길〉